# 996工作制
996工作制，是指一种“早上9点上班，晚上9点下班，每周工作6天”的工作時間制度，有时也被用来指代一系列资方要求劳方延长工时而不额外给加班費的工作制度。最初多因在中国工作的網路及軟體行业的员工交流而产生此词。

## 内容
该业内工作制度鼓励或强制雇员延长其工作时间，其中996三个数字分别意为每天上午9点上班，晚上9点下班，每周工作6天。
996工作制下，雇员每周至少要工作72个小时，超过了《中华人民共和国劳动法》对于劳动时间的规定。虽有监管部门介入调查部分相关事件，但自2016年9月58同城被爆料实行这一制度以来，这一制度仍被一些互联网公司使用至今。以程序员为代表的群体也曾多次发声抗议这类制度，如2019年3月，代码托管平台GitHub上出现了名为996.ICU的项目，旨在让人们关注这种制度的存在和非法性，并试图改变这种现象。

## 背景
加班的风气在中国大陆公司，尤其是科技创业公司中蔓延已久。英国广播公司认为，成本和技术的竞争，以及高层与员工间的不信任导致了这一现象愈演愈烈。而一些互联网公司为了鼓励员工进行加班，会有加班费，车费和夜宵报销等优惠，此举被认为是外部环境对员工的影响。此外，还有观点认为员工的生活压力、公司业务调整需要的裁员和国家法律制定不明确等也促生了加班现象。

## 法律规定
1994年第八届全国人大常委会通过和2018年第十三届全国人大常委会修正的《中华人民共和国劳动法》规定：

第三十六条　国家实行劳动者每日工作时间不超过八小时、平均每周工作时间不超过四十四小时的工时制度。
第四十一条　用人单位由于生产经营需要，经与工会和劳动者协商后可以延长工作时间，一般每日不得超过一小时；因特殊原因需要延长工作时间的，在保障劳动者身体健康的条件下延长工作时间每日不得超过三小时，但是每月不得超过三十六小时。
第四十四条　有下列情形之一的，用人单位应当按照下列标准支付高于劳动者正常工作时间工资的工资报酬：
（一）安排劳动者延长工作时间的，支付不低于工资的百分之一百五十的工资报酬；
（二）休息日安排劳动者工作又不能安排补休的，支付不低于工资的百分之二百的工资报酬；
（三）法定休假日安排劳动者工作的，支付不低于工资的百分之三百的工资报酬。
第四十三条　用人单位不得违反本法规定延长劳动者的工作时间。
第九十条　用人单位违反本法规定，延长劳动者工作时间的，由劳动行政部门给予警告，责令改正，并可以处以罚款。
第九十一条　用人单位有下列侵害劳动者合法权益情形之一的，由劳动行政部门责令支付劳动者的工资报酬、经济补偿，并可以责令支付赔偿金：
（二）拒不支付劳动者延长工作时间工资报酬的；

《中华人民共和国劳动合同法》规定：

第二十六条　下列劳动合同无效或者部分无效：
（三）违反法律、行政法规强制性规定的。

2021年8月25日，中华人民共和国人力资源和社会保障部、中华人民共和国最高人民法院联合发布的劳动人事争议典型案例（第二批）中，对超时加班劳动的典型判例做出分析，表示用人单位制定违反法律规定的加班制度，在劳动合同中与劳动者约定违反法律规定的加班条款，均应认定为无效。同时指出，员工拒绝违法超时加班安排，系维护自己合法权益，不能据此认定其在试用期间被证明不符合录用条件。

## 涉及公司

### 阿里巴巴
2014年4月3日晚，新浪微博网友“少年判官大人”爆料称，一位在阿里巴巴集团工作6年的员工4月2日午夜还在为请孕假做交接工作，第二天4时便因子宫大出血不治而亡。该网友还称，去世员工在当年（2014年）被检查出宫外孕后，因不想在四月份发年终奖时被考核落下，便没去检查身体。死亡员工家属也认为导致其死亡的主要原因是超负荷工作引发的过劳死。4日，阿里巴巴回应称2日晚上8时该员工已在家中。事发后公司已成立事故应急处理小组，协助该员工家人办理后置手续赔偿手续。另外，网友“少年判官大人”透露，阿里巴巴集团很多员工也面临着身体被透支的情况，他指出其中的“元凶”系其不合理的制度设计和绩效考核。
2019年4月12日，马云在阿里巴巴内部交流活动发表言论，他表示996工作制是一种“巨大的福气”。此言论激发广大网友的讨论。同月14日，马云在微博再谈996，称其不是单调的加班，关键在于“热爱和奋斗”。

### 58同城
2016年9月，提供生活服务的互联网公司58同城实行996的加班制度的消息在社交平台上传播、发酵，许多网友在公司CEO姚劲波的微博下谴责这一行为。也有疑似该公司的员工评论道经常加班到半夜十点多，甚至更晚，但是并没有相应的加班费，甚至称“其实是996就好了”。
58同城官方后作出回应，因每年九、十月为业务高峰，会有相应的常规性动员活动。动员并非强制，工作时间也可弹性变动，不是要求所有人都按照“996”的强制规定来安排工作。
但据媒体对有58同城工作经验的人的采访和报道996的工作动员在公司内部非常普遍，加班时间由部门内部制定、口头传达、没有额外工资、还有罚款项目。

### 京东
58同城推行996制度的消息曝光后，网上有邮件截图表示以电商起家的京东，其项目京东云的管理层被京东副总裁何刚要求实行996工作制度，以“建设京东云创业精神”。舆论认为这是京东为抢夺云计算市场作出的决定。
2019年3月15日，有疑似京东员工透露，该公司小部分部门将推行996工作制，其他部门推行995工作制，此举被部分网友认为是变相裁员。后来京东公关发声，称“不会强制要求员工加班，但鼓励大家全情投入，高效产出”。

### 有赞
2019年1月9日，职场社交平台脉脉上自称有赞公司员工称在其公司年会上管理层公然宣布实行996制度，并宣扬一切只为工作的价值观。有赞CEO兼创始人白鸦在朋友圈回应称，“几年后回头看，这次绝对是好事。”，但并未对该制度做细化解释。部分媒体对这种现象进行了一定程度的批评。1月30日下午，该公司所在地杭州市西湖区劳动监察大队回应，已对其展开调查。

### 其他公司
华为、网易游戏、北美科技、蚂蚁金服、苏宁、小米、字节跳动、拼多多、大疆、海尔集团、西贝等40家公司，都实行了996或更严重的加班制度。不過從2021年開始，有數家公司開始宣布取消996、大小周制度。

## 維權

### 996.ICU项目
2019年3月20日，V2EX网友@nulun注册了域名为996.icu的网站，内容口号为“工作996，生病ICU”。
3月26日，一位名叫996icu的新注册用户在GitHub创建了名为996.ICU的仓库。其仓库的Readme文档指出，该项目名字的含义是“工作996，生病ICU”，并以“Developers' lives matter.”作为口号。
该仓库在创建后两天（3月28日）即获得5万个标星（Star），3月30日凌晨前突破10万个标星，并因快速获得大量标星而跃居GitHub的周度和月度趋势榜第一。截至北京时间4月9日，该仓库已获得逾20万个赞，獲讚數目前已達GitHub第二。因其在GitHub上的火爆程度，项目的仓库事务版（issue）被滥用发布广告而被项目发起人关闭，该事件亦在中国大陆的知乎、微博、微信等社交平台上引发讨论。事件的影响在海外逐渐升温。Hacker News和Reddit等论坛，996成了热门话题。多家媒体如The Verge、金融时报、《连线》、Techmeme等亦跟进报道，也有许多知名人物关注了这个项目，Python语言作者吉多·范罗苏姆在Twitter上表示996是不人道的制度，后又在Python官方论坛发帖询问道“我们应该怎么做才能帮助这些程序员？怎样才能引起西方媒体和政府的关注？”。但多数舆论认为，该项目的热度要转化成实际的行动，仍需不断努力。
项目的最初目标是罗列已开始实行996工作制的公司，随后项目社区又开始讨论反996许可证的具体细节，并以该项目为核心产生了多个衍生项目，如相关的法律知识汇总，另一个有关实行正常工作时长的互联网公司列表的仓库955.WLB，周边文化产品等。
2019年4月3日起，中国大陆的一些浏览器（如QQ浏览器、微信浏览器、UC浏览器和360安全浏览器等）曾经将996.icu网站及其项目仓库标记为“危险网站”、“违法网站”，阻止用户访问相关网页。甚至连Twitter都一度短暂屏蔽996.icu。目前大多数浏览器已恢复访问，华为等个别浏览器需要关闭安全浏览模式后正常访问。
2023年6月13日，長沙富能案判決書流于网络，据该判决书，曾經參與相關項目996law的程淵、劉大志、吳葛健雄三人先后参与维权网、中国人权、中国劳工通讯、华人民主书院、中国权利在行动等组织培训，萌生出以颜色革命推翻中国现有政治制度的想法，并付诸行动后於2021年被湖南省长沙市中级人民法院判处颠覆国家政权罪。

### 微软员工支持996.ICU运动
2019年4月18日，微软公司与GitHub员工创建了一个GitHub仓库，名叫 support.996.ICU，并且微软与GitHub上百名员工联名书写公开信来支持 996.ICU 运动。

### 公司作息表
2021年10月，4位参加秋招的应届大学毕业生不滿996工作制，於是发起口號為“打工人也要生活”的拒绝加班文化，並製作了一個公司作息表的共享表格發佈在代码托管服务平台GitHub上。發起人呼籲在中国高科技大公司上班的员工将自己在公司上班信息填寫在共享表格中。截至10月14日上午，已有超过4000人分享了各自公司的作息數據。

## 观点

### 支持
- 马云：马云在阿里内部会议表示，996是“修来的福报”。后来发文澄清不应强制996。[14][15][16][17][18][19][20][76]
- 刘强东：刘强东声称“混日子的人不是我的兄弟”。[77][78][76][79][80]
- 贾森·卡拉卡尼斯（英语：Jason Calacanis）（美国企业家、天使投资者）：卡拉卡尼斯在推特上称996与“建起美国的工作伦理”本质相同[81]。

### 反对
- 吉多·范罗苏姆：996是不人道的制度。[51][35][52][53]
- 北京日报：马云和刘强东是在“鼓吹”996工作制，其目的是变相降薪或者裁员。该文被人民日报转载。[82]
- 中国新闻网：没必要拿命换钱。该文被人民日报转载。[83]
- 新华社《学习进行时》评论组“辛识平”：996工作制是违反劳动法的。这是在透支健康、透支未来，是对奋斗者的伤害，也是对奋斗精神的误读。[84]扭曲“奋斗观”当休矣[85]。
- 人民日报：崇尚奋斗，绝不等于强制996。[86][87][88]
- 半月谈：一些企业家漠视法律，把996和奋斗联系起来。这是毒鸡汤。996不是奋斗，而是法律与利益层面的问题。[89]半月谈三评996：违法、过劳、伪奋斗[90]。仅有呼吁是不够的！治好“996”这场“过劳病”，监管必须动真格。[91]
- 王天玉（中国社科院法学研究所社会法室副主任）：从“996”工作制到近期曝光的无节制加班，是公然违反劳动法的行为；劳动法是“没牙的老虎”，缺乏强有力的执行手段；要完善劳动法，把资本关进“劳动法律的笼子”[92]。

## 脚注
1. ↑  意思是“开发者的生命要紧”，效仿了美国黑人种族运动“Black Lives Matter”。[37][38][39]